# Ґаді Айзенкот
Ґаді Айзенкот (івр. גדי אייזנקוט; нар. 19 травня 1960, Тверія, Ізраїль) — рав-алуф (генерал-лейтенант) Армії оборони Ізраїлю, Начальник Генерального штабу з 16 лютого 2015 року по 14 січня 2019 року.
Раніше займав також посади голови Оперативного управління Генштабу армії (з жовтня 2005 року по жовтень 2006 року), голови Північного командування ЦАГАЛю (з жовтня 2006 року по липень 2011 року) і заступника Начальника Генерального штабу армії (з січня 2013 року по грудень 2014 року).

## Біографія
Гаді Айзенкот народився в Тверії, на півночі Ізраїлю. Він є другим із чотирьох дітей, народжених Меїром та Естер Айзенкот, єврейськими марокканськими іммігрантами з міста Сафі. Його мати народилася в Касабланці, а батько — у Марракеші. Вважається, що спочатку прізвище було Азенкот і було змінено на Айзенкот клерком після того, як його батько іммігрував до Ізраїлю.
Айзенкот виріс у південному портовому місті Ейлат і навчався у старшій школі "Ґольдватер"за спеціальністю морські дослідження. Після середньої школи був призваний до збройних сил Ізраїлю і служив у бригаді Ґолані.
Він закінчив Тель-Авівський університет зі званням бакалавра з історії, а пізніше — аспірантуру Хайфського університету з політології.

## Військова кар'єра
Айзенкот проходив військову службу в бригаді Ґолані, командиром якої він став у 1997–98 роках. Служив солдатом, командиром відділення та взводу. Під час Першої Ліванської війни був командиром роти в бригаді Ґолані. Під час конфлікту в Південному Лівані (1985—2000) служив оперативним офіцером бригади та командиром роти Одед. Пізніше він був командиром 13-го батальйону Ґолані, заступником командира бригади та оперативним офіцером Північного командування. Згодом він служив командиром бригади Кармелі та командиром бригади Ефраїм. У 1997 році він змінив тат-алуфа Ереза Ґерштейна і був призначений командиром бригади Ґолані. Протягом цього часу Айзенкот очолював бригаду в серії операцій на півдні Лівану, в результаті яких було вбито 40 бойовиків Хезболли.
У 1999 році Айзенкот був обраний військовим секретарем прем'єр-міністра та міністром оборони при тодішньому прем'єр-міністрі Егуді Бараку. Відтоді він командував 366-ю дивізією та дивізією Юдеї та Самарії, де очолював кампанію проти палестинського політичного терору. У червні 2005 року його підвищили до глави Операційного управління Ізраїлю. Після завершення операції «об'єднання сил» Айзенкот очолив формулювання концепції, згідно з якою ЦАГАЛЬ має серйозно пошкодити центр тяжіння Хезболли, район Дахія, як ключовий компонент для створення стримування проти Хезболли. Під час Другої Ліванської війни він був одним із небагатьох генералів Генерального штабу, хто наважився не погодитися з начальником штабу Дані Халуцем і запропонованими заходами. Серед іншого, на початку війни він стверджував, що ЦАГАЛЬ повинен підняти резервні сили для покращення готовності до широкомасштабного наземного наступу, і наголосив, що Ізраїль повинен прагнути до швидкого завершення війни.
Після того, як алуф Уді Адам пішов у відставку в жовтні 2006 року на тлі критики його поведінки в Ліванській війні 2006 року, Айзенкот замінив його на посаді глави Північного командування. У роки свого перебування на посаді глави Північного командування він наголошував на підготовці сил, зміцненні спроможності командування та створенні відповідної оперативної реакції на загрози з боку Хезболли та Сирії.
11 липня 2011 року посада була передана алуфові Яіру Ґолану. Після цього Айзенкот обіймав посаду заступника начальника Генерального штабу замість алуфа Яїра Наве, вступивши на посаду 14 січня 2013 року. 28 листопада 2014 року міністр оборони Моше Яалон і прем'єр-міністр Беньямін Нетаньягу обрали Айзенкота наступником генерала Бені Ґанц як начальника штабу ЦАГАЛю.

## Особисте життя
Одружений, батько п'яти дітей, живе в Герцлії.
У війні між ХАМАС та Ізраїлем загинули його син, Ґаль та племіник, Маор. Ґаль Айзенкот — військовий парамедик ЦАГАЛю, загинув 7 грудня 2023 року у віці 25 років. 8 грудня загинув Маор Коен-Айзенкот — боєць бригади «Ґолані» .